# Drug Development Research
Drug Development Research, abgekürzt Drug Dev. Res., ist eine wissenschaftliche Fachzeitschrift, die vom Wiley-Blackwell-Verlag veröffentlicht wird. Die Zeitschrift erscheint derzeit mit acht Ausgaben im Jahr. Es werden Arbeiten veröffentlicht, die sich mit medizinischen und pharmakologischen Fragestellungen beschäftigen.
Der Impact Factor lag im Jahr 2014 bei 0,767. Nach der Statistik des ISI Web of Knowledge wird das Journal mit diesem Impact Factor in der Kategorie Pharmakologie und Pharmazie an 224. Stelle von 254 Zeitschriften und in der Kategorie medizinische Chemie an 56. Stelle von 59 Zeitschriften geführt.